# Parco nazionale della Zebra di Montagna
Il parco nazionale della Zebra di Montagna (in inglese Mountain Zebra National Park) si trova 235 km a nord di Port Elizabeth, vicino alla città sudafricana di Cradock. Venne appositamente istituita per garantire protezione alla zebra di montagna del Capo, una sottospecie della zebra di montagna.
La zebra di montagna del Capo è uno dei grandi mammiferi più rari del mondo. Si differenzia dagli altri tipi di zebra, tra le altre cose, per la criniera più corta e l'abitudine di vivere in gruppi familiari ristretti. Le misure di protezione adottate in questa riserva hanno avuto così tanto successo che oggi nel parco prospera una popolazione numerosa e alcuni gruppi familiari sono stati trasferiti in altre aree protette del paese.

## Fauna
Nell'aprile del 2013 sono stati rilasciati nel parco alcuni esemplari di leone, una specie scomparsa dalla regione circa 130 anni fa a causa della caccia. Un'apposita recinzione che circonda il parco nazionale, costruita nel 2007, impedisce ai predatori di raggiungere gli insediamenti umani vicini. Oltre alla zebra di montagna del Capo, è possibile osservare numerose specie di antilopi, zebre di pianura, bufali cafri, rinoceronti neri, iene brune, oritteropi, babbuini neri, cercopitechi verdi, potamoceri e alcuni felini, sia grandi, come il ghepardo e il leone, entrambi reintrodotti dall'uomo, che piccoli, come il caracal. Tra le numerose specie di antilopi, oltre alla più grande di tutte, l'antilope alcina, vi sono il kudu maggiore, la redunca montana, l'orice gazzella, l'alcelafo rosso, lo gnu dalla coda bianca, il blesbok, l'antilope saltante, la silvicapra, il raficero campestre, il saltarupe e l'antilope capriolo.

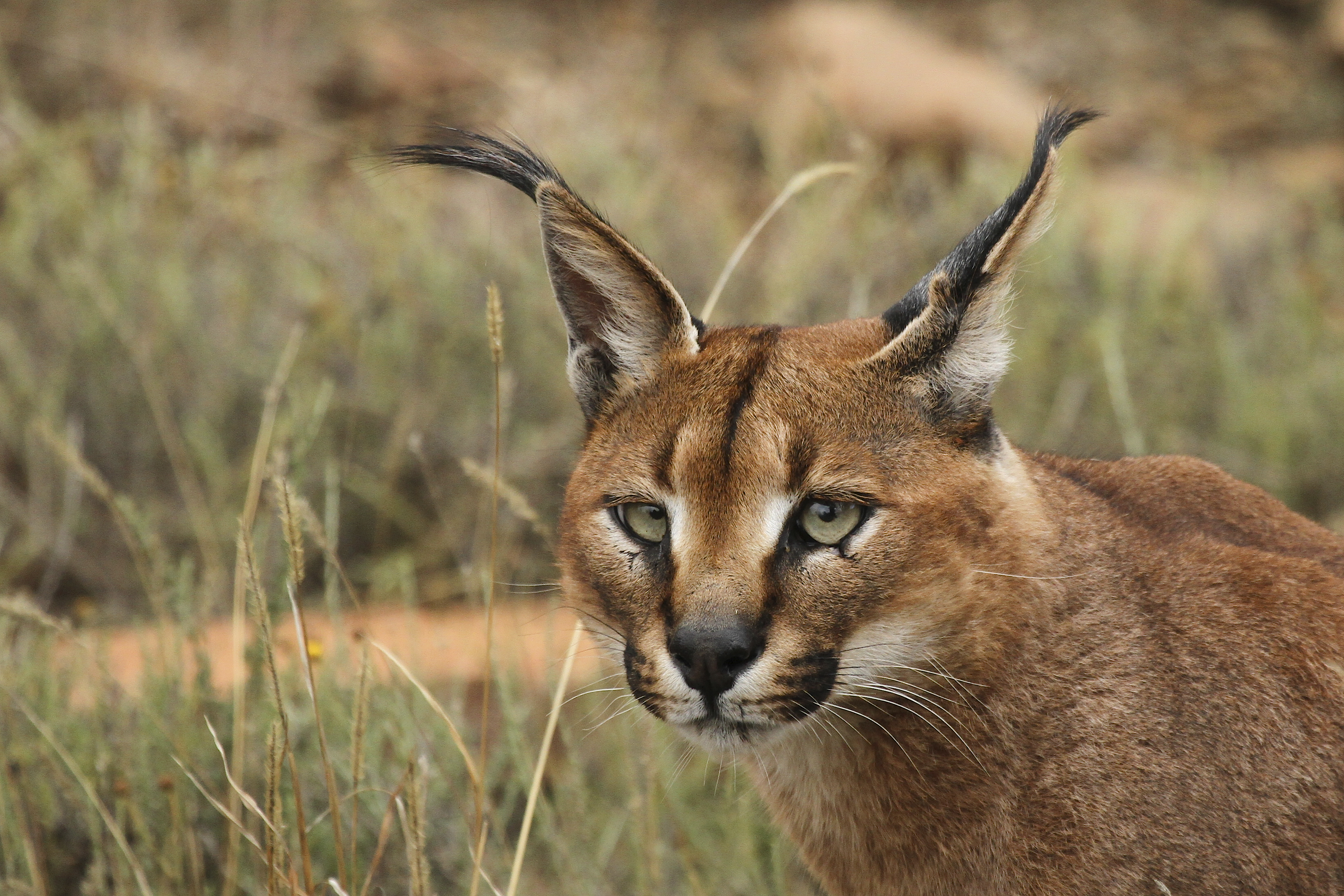
Caracal
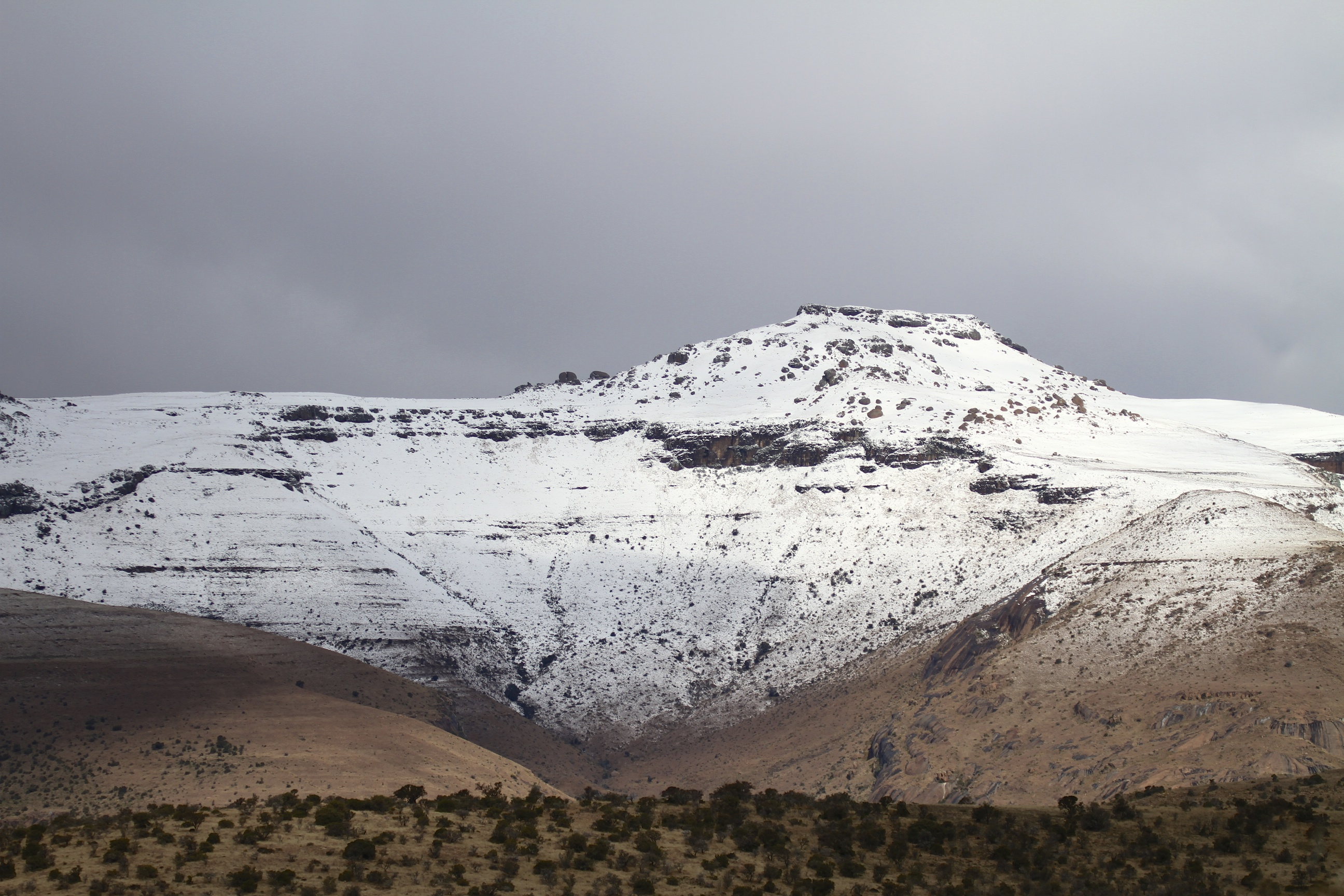
I monti Bankberg
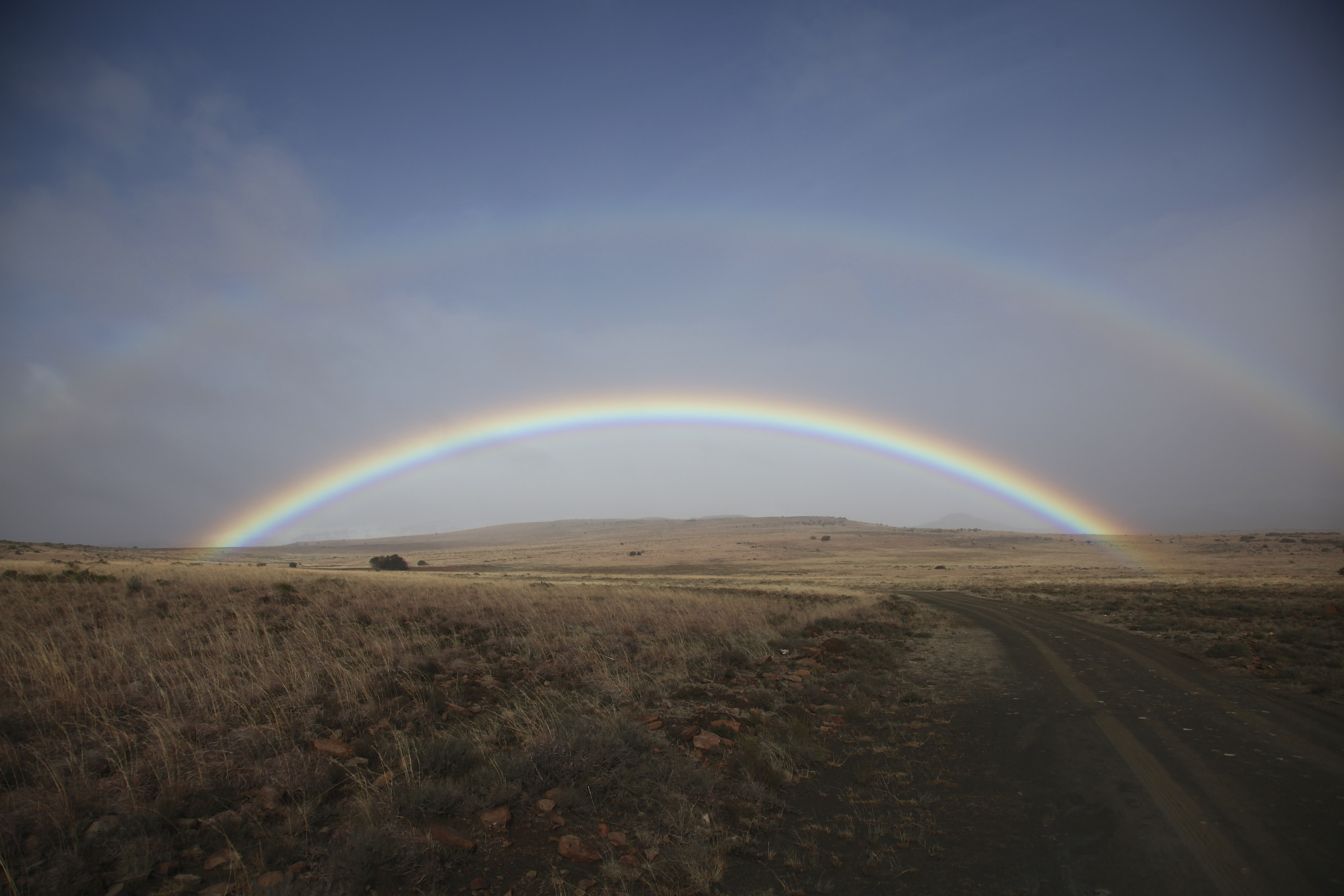
Il paesaggio aperto offre buone opportunità per l'osservazione della fauna selvatica
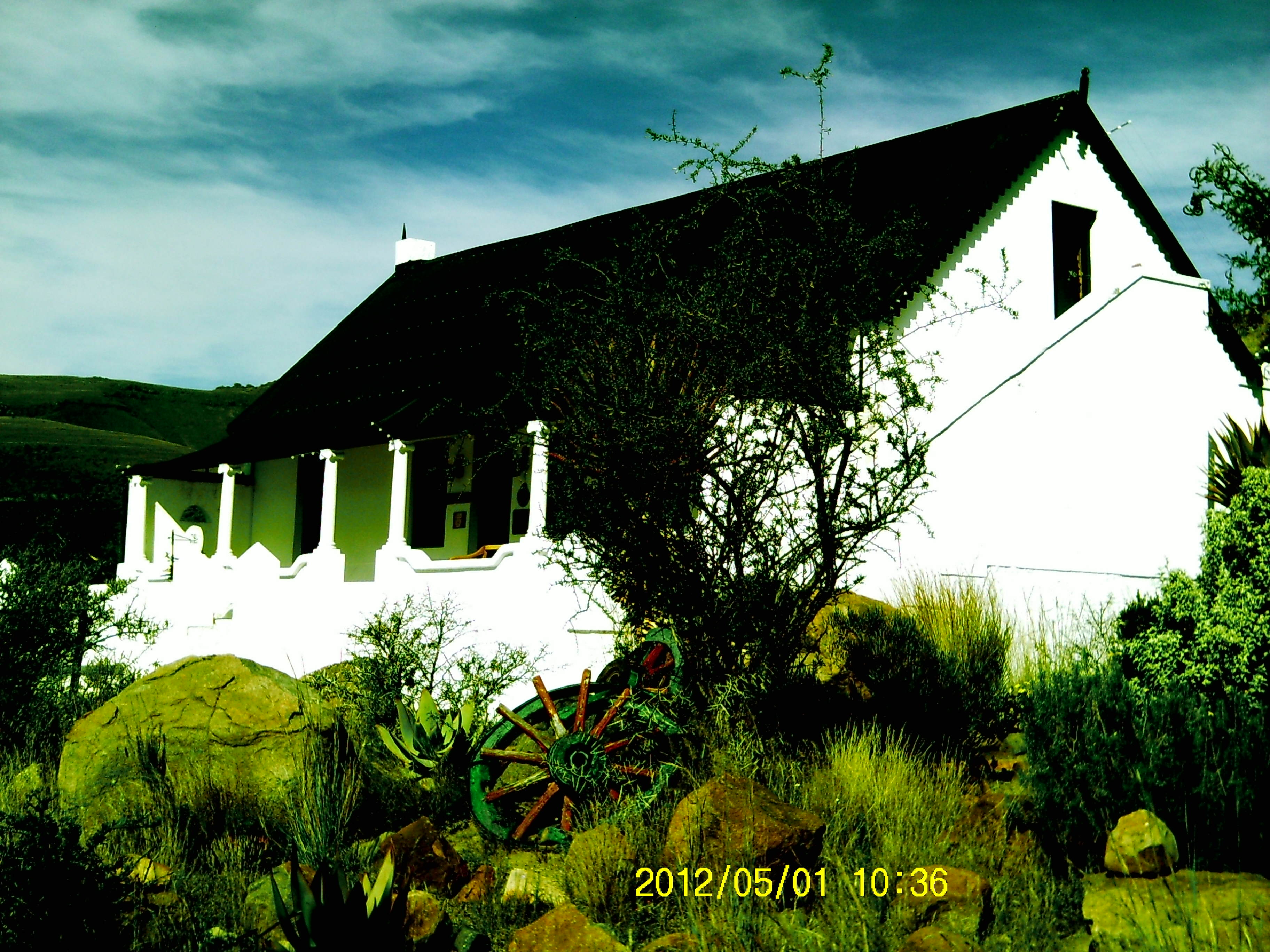
Pensione nel parco